# 7Q5

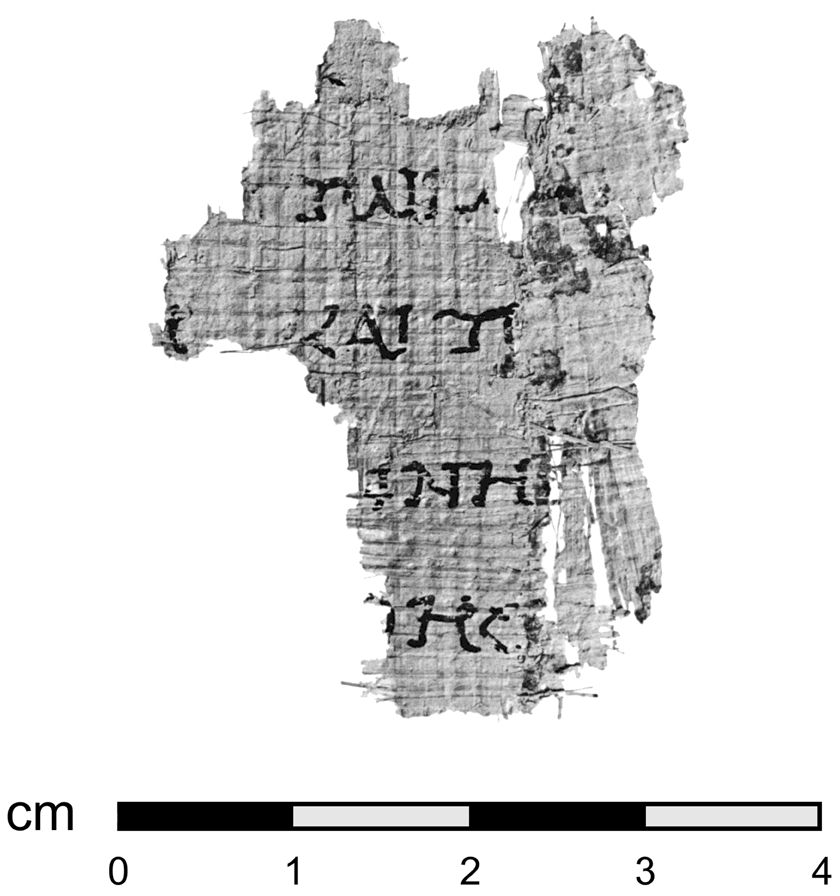
Fragment 7Q5

7Q5 – fragment zwoju papirusowego zawierający 20 greckich liter (w tym 10 uszkodzonych) znaleziony w grocie 7. w Kumranie.
Według powszechnie przyjętego poglądu, rękopisy znad Morza Martwego zostały ukryte w grotach przed rokiem 68 n.e., gdy wojska rzymskie zdobyły Kumran podczas tłumienia powstania żydowskiego. W związku z tym fragment 7Q5 datuje się na okres sprzed tego roku. Zgadzają się z tym badania paleograficzne.
Papirus został opisany w książce hiszpańskiego papirologa jezuity José O’Callaghana Papiros neotestamentarios en la cueva 7 de Qumrân z 1972 roku, a dziesięć lat później przez niemieckiego badacza Carstena Petera Thiede w The Earliest Gospel Manuscript z roku 1982.

## Spór o rekonstrukcję tekstu

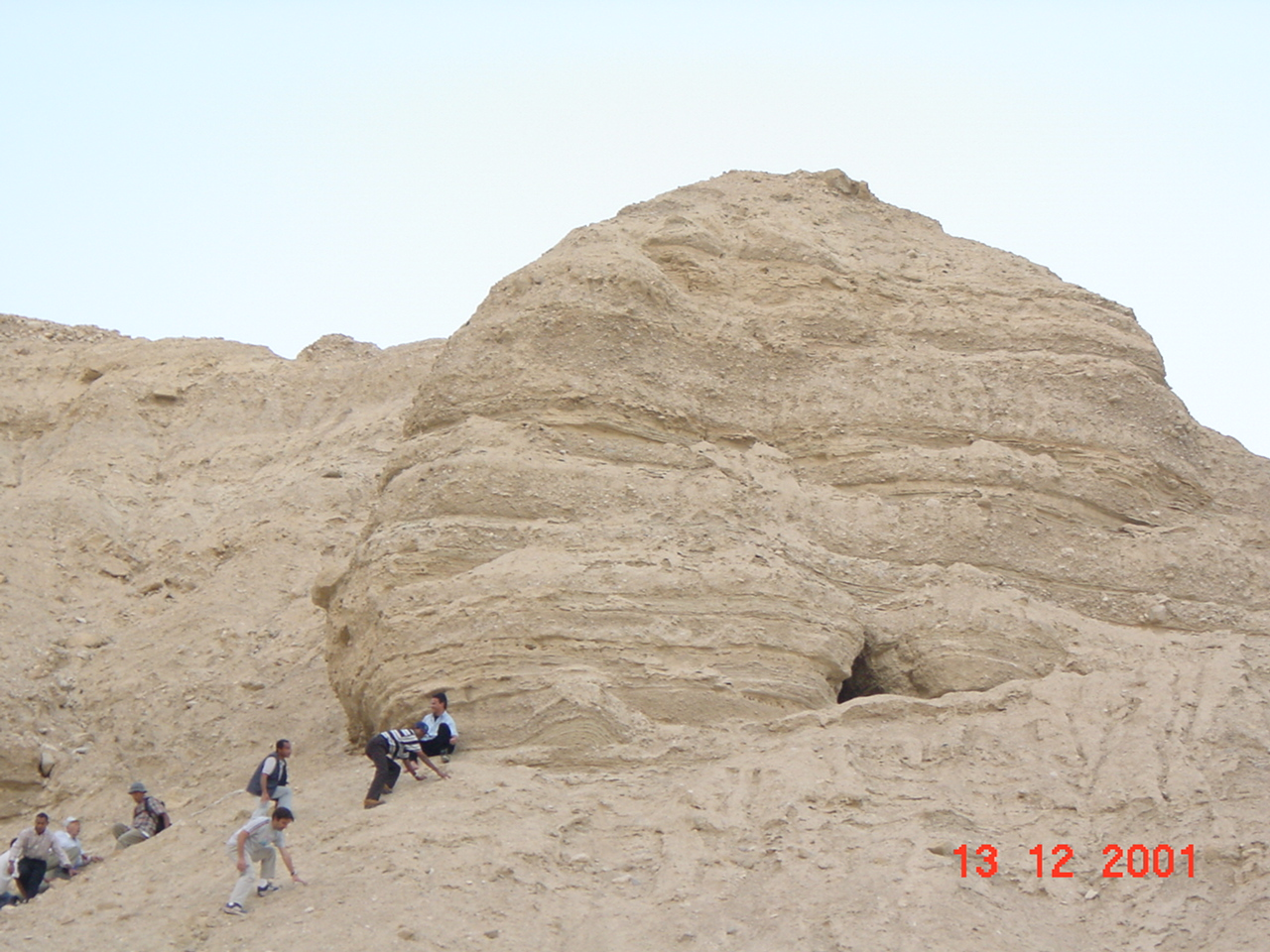
Widok na wejście do groty 7., w której odkryto manuskrypt

Zachowany fragment tekstu ma 3,9 na 2,7 cm i zawiera tylko 20 greckich liter, z których 10 jest uszkodzonych. Ze względu na fragmentaryczność manuskryptu wśród badaczy nie ma zgodności co do pierwotnej treści 7Q5 i utożsamienia z konkretnym tekstem starożytnym.
W grocie 7. w Kumranie odkryto 19 fragmentów papirusowych. Wszystkie zapisano w języku greckim, co nie ma odpowiednika wśród innych grot w Kumranie. Wśród znalezionych w niej fragmentów zidentyfikowano dwa teksty biblijne w greckim przekładzie Septuaginty (7Q1 – fragment Księgi Wyjścia i 7Q2 – fragment apokryficznego Proroctwa Barucha). Jednak napis na papirusie 7Q5 nie został jednoznacznie zidentyfikowany jako fragment Septuaginty.
W roku 1972 José O’Callaghan wyraził pogląd, że papirusy z 7. jaskini z Kumranu mogą zawierać fragmenty Nowego Testamentu. O’Callaghan zaproponował identyfikację manuskryptu 7Q5 jako fragment Ewangelii według Marka. Później jego tezę poparł i rozwinął papirolog Carsten Thiede.
Rekonstrukcja 7Q5 jako fragmentu ewangelii nie została przyjęta przez ogół uczonych. Poparli ją Shimeriahu Talmon oraz Orsolina Montevecchi. Niektórzy badacze (w tym Kurt Schubert) zgadzali się z tym, że papirus może zawierać fragment Ewangelii Marka, ale przesuwali datę jego powstania na pierwszą połowę II wieku.

### Rekonstrukcja tekstu według O’Callaghana
W zachowanym fragmencie zachowały się urywki pięciu linijek tekstu zapisanego stylem dekoracyjnym. Spośród nich dziesięć liter zaznaczonych czerwonym pogrubionym drukiem można odczytać, inne są wątpliwe (bez pogrubienia) lub niezidentyfikowane (oznaczone kropkami). Według R.P. Boismarda w edycji z 1962 roku tekst oryginalny wyglądał następująco:
Rekonstrukcja dokonana przez Jose O’Callaghana jako fragment Ewangelii Marka 6,52-53 (pogrubionymi literami czerwoną czcionką zaznaczono zachowane w manuskrypcie litery; frazę [επι την γην] „do ziemi” należało by pominąć):
Tłumaczenie: 52 (...) nie zrozumieli sprawy z chlebami, gdyż umysł ich był otępiały. 53 Gdy się przeprawili, przypłynęli do Genezaret i przybili do brzegu. (Według BT)
Przeciwnicy tej tezy wskazują na zbyt małą wielkość zachowanego fragmentu, by jednoznacznie powiązać papirus 7Q5 z tekstem Ewangelii, jedna litera nie pasuje do wersji znanych z innych manuskryptów biblijnych (zmiana d na t), ponadto, ze względu na stychometrię (liczba liter w linijce), należałoby usunąć z tekstu Markowego frazę [επι την γην] i utworzyć nowy wariant tekstowy, nie potwierdzony w całej tradycji skrupturystycznej. Natomiast Thiede wskazuje na możliwość regionalnej pisowni 'tikes' zamiast 'dikes', co zostało podważone przez takich paleografów jak Philip Comfort, Daniel Wallace, Peter Head, Kurt Aland i innych. Fragment nigdy nie został wciągnięty przez INTF na listę rękopisów Nowego Testamentu.

## Inne próby rekonstrukcji
Wskazuje się na kilka innych dzieł literackich, z którymi ten fragment można uzgodnić. W 1952 roku María Victoria Díaz-Caro Spottorno, pracownik naukowy w National Research Council oraz w Institute of Languages and Cultures of the Mediterranean and the Middle East identyfikowała 7Q5 jako Zachariasza 7:4,5. Paul Garnet, badacz i pisarz, w 1973 roku wskazał na Wyjścia 36:10,11, a Daniel B. Wallace w 1992 roku identyfikował 7Q5 z fragmentem Filona z Aleksandrii. Ernest Muro, amerykański badacz, w 1999 roku wskazał na Rodzaju 46:20. 7Q5 identyfikuje się też z tekstem Jeremiasza 16:3,4.
Identyfikacja tekstu 7Q5 jako Jer 16,3.4:
Pełny tekst LXX Jer 16,3.4:

3 Ὅτι τάδε λέγει Κύριος περὶ τῶν υἱῶν καὶ περὶ τῶν θυγατέρων τῶν γεννωμένων ἐν τῷ τόπῳ τούτῳ καὶ περὶ τῶν μητέρων αὐτῶν τῶν τετοκυιῶν αὐτοὺς καὶ περὶ τῶν πατέρων αὐτῶν τῶν γεγεννηκότων αὐτοὺς ἐν τῇ γῇ ταύτῃ· 4 Ἐν θανάτῳ νοσερῷ ἀποθανοῦνται, οὐ κοπήσονται καὶ οὐ ταφήσονται· εἰς παράδειγμα ἐπὶ προσώπου τῆς γῆς ἔσονται καὶ τοῖς θηρίοις τῆς γῆς καὶ τοῖς πετεινοῖς τοῦ οὐρανοῦ· ἐν μαχαίρᾳ πεσοῦνται καὶ ἐν λιμῷ συντελεσθήσονται.